# ГЕС High Falls
ГЕС High Falls – гідроелектростанція у канадській провінції Квебек. Знаходячись між ГЕС Rapides-des-Cèdres (8,5 МВт, вище по течії) та ГЕС Buckingham (11,2 МВт), входить до складу каскаду на Rivière du Lièvre, лівій притоці річки Оттава, котра в свою чергу є лівою притокою річки Святого Лаврентія, що дренує Великі озера.
В межах проекту дві протоки річки перекрили бетонними гравітаційними греблями висотою 20 та 19 метрів і довжиною 175 та 218 метрів, котрі утримують водосховище De-l'Escalier з площею поверхні 6,7 км2. Під однією із цих споруд облаштували машинний зал, куди ресурс подається через чотири напірні водоводи довжиною по 86 метрів. Основне обладнання станції становлять чотири турбіни типу Френсіс – одна потужністю 26 МВт та три по 23 МВт, котрі використовують напір у 55 метрів.
Видача продукції відбувається по ЛЕП, розрахованій на роботу під напругою 120 кВ.